# Алибабаян, Геннадий Артаваздович
Геннадий Артаваздович Алибабаян (арм. Գենադի Արտավազդի Ալիբաբայան; род. 12 февраля 1961, Чартар) — депутат Национального собрания непризнанной Нагорно-Карабахской республики 3-го (2000), 4-го (с 2007 года) и 5-го (2010) созывов.

## Биография
Родился 12 февраля 1961 года в селе Чартар[уточнить] Мартунинского района Нагорно-Карабахской АО Азербайджанской ССР. В 1978 году окончил местную среднюю школу. В 1983 году окончил экономический факультет Ереванского народно-хозяйственного института. В 1985—1987 годах служил в рядах Советской армии.
С 1987 по 1991 год работал начальником службы государственной безопасности Мартунинского района, начальником управления государственного страхования.
В 1992—1996 годах служил в Армии обороны НКР, участвовал в оборонительных боях, был начальником штаба батальона.
Женат, имеет 3 детей.

## Политическая деятельность
В 1997—2007 годах был старостой сельской общины Гузе-Чартар.
С 2000 по 2005 года был депутатом 3-го созыва Национального собрания НКР от мартунинского избирательного округа № 24.
В декабре 2007 года на дополнительных парламентских выборах был избран депутатом 4-го созыва по пропорциональным спискам партии «Свободная родина» («Азат Айреник»). Входил в постоянную комиссию по государственно-правовым вопросам.
23 мая 2010 года на парламентских выборах был избран депутатом 5-го созыва на пропорциональной основе по спискам партии «Свободная родина». Входил в состав постоянной комиссии по вопросам производства и производственных инфраструктур.
Член партии «Свободная родина» и фракции «Родина».